# Verbascum herzogii
Verbascum herzogii är en flenörtsväxtart som beskrevs av Joseph Friedrich Nicolaus Bornmüller. Verbascum herzogii ingår i släktet kungsljus, och familjen flenörtsväxter. Inga underarter finns listade i Catalogue of Life.